# Georgia Generals
I Georgia Generals sono stati una franchigia statunitense di calcio, con sede ad Atlanta, Georgia.

## Storia
Al termine della American Soccer League 1981 i dirigenti del Cleveland Cobras cedettero il titolo sportivo della franchigia alla ASL che li diede ad un gruppo di investitori che diedero vita ai Georgia Generals, con sede ad Atlanta, Georgia. I Generals parteciparono ad un'unica edizione dell'American Soccer League, all'epoca la seconda più importante divisione calcistica del Nordamerica dopo la North American Soccer League. In quell'unica stagione, la ASL 1982, sotto la guida di Dave Chadwick, che ricopriva anche l'incarico di general manager, ottennero il terzo posto in classifica. Miglior marcatore stagionale del club fu il brasiliano José França. Il club chiuse i battenti al termine di quella stagione.

## Allenatori
- Dave Chadwick (1982)